# Harry Haraldsen
Olaf Harry Haraldsen (ur. 19 listopada 1911 w Rjukan, zm. 28 maja 1966 w Oslo) – norweski łyżwiarz szybki i kolarz torowy, dwukrotny medalista mistrzostw Europy w łyżwiarstwie.

## Kariera
Największy sukces w karierze Harry Haraldsen osiągnął w 1938 roku, kiedy zdobył srebrny medal podczas wielobojowych mistrzostw Europy w Oslo. Przegrał tam tylko ze swym rodakiem, Charlesem Mathiesenem, a trzecie miejsce zajął kolejny Norweg Ivar Ballangrud. Na rozgrywanych dwa lata wcześniej mistrzostwach Europy w Oslo, zajął trzecie miejsce za Ballangrudem i Mathiesenem. Nigdy nie zdobył medalu mistrzostw świata; jego najlepszym wynikiem było czwarte miejsce na wielobojowych mistrzostwach świata w Oslo, gdzie walkę o medal przegrał z Hansem Engnestangenem. Ponadto w 1940 roku wystartował na nieoficjalnych mistrzostwach świata w Oslo, zdobywając srebrny medal. Rozdzielił tam na podium Łotysza Alfonsa Bērziņša i Charlesa Mathiesena. W 1936 roku wystartował na igrzyskach olimpijskich w Garmisch-Partenkirchen, gdzie zajął 34. miejsce w biegu na 500 m, a na dystansie 1500 m był siódmy.
Haraldsen uprawiał także kolarstwo torowe. W 1936 roku brał udział w igrzyskach olimpijskich w Berlinie, gdzie w wyścigu na 1000 m zajął czternastą pozycję.